# ريبين أسعد
ريبين أسعد (بالسويدية: Rebin Asaad) هو لاعب كرة قدم سويدي من أصل عراقي يلعب في مركز الوسط ولد في يوم 31 أكتوبر 1994 في بلدة ترولهتان في السويد، يلعب حالياً مع نادي هاماربي وسبق له اللعب مع نادي هالمستاد ونادي آنجلهولمس ونادي بي كاي، ريبين هو أحد اللاعبين المستدعين للعب مع منتخب العراق لكرة القدم ويبلغ طوله 175 سم.

## روابط خارجية
- ريبين أسعد على موقع اتحاد السويد (السويدية)
- ريبين أسعد على موقع قاعدة بيانات كرة القدم.إي يو (الإنجليزية)
- ريبين أسعد على موقع Soccerway.com (الإنجليزية)